# نایل جبی
نایل جبی (انگلیسی: Naël Jaby؛ زادهٔ ۲۰ آوریل ۲۰۰۱) بازیکن فوتبال است.
وی همچنین در تیم‌های ملی فوتبال زیر ۱۸ سال فرانسه و زیر ۱۹ سال فرانسه بازی کرده‌است.